# И всё-таки я верю…
«И всё-таки я ве́рю…» — советский документальный фильм Михаила Ромма, завершённый после его смерти Элемом Климовым, Марленом Хуциевым, Германом Лавровым. Фильм вышел в 1974 году.

## История создания и описание фильма
Последний фильм Михаила Ромма  должен был называться «Мир сегодня». М. Ромм не успел закончить эту работу. Элем Климов, Марлен Хуциев и Герман Лавров завершили фильм и назвали его «И всё-таки я верю…»
Элем Климов рассказывает, что Ромм собрал для этого фильма большое количество хроники — маоистского Китая, молодёжной жизни на Западе, в частности кадры с английскими фанатами Beatles, которые сходили с ума на их концертах.
В первой части фильма звучит голос М. Ромма. Автор как «ровесник века» предлагает «пробежать» по истории XX столетия, вспомнить. Комментарий М. Ромма прерывается после описания двух мировых войн на событиях атомных бомбардировок Хиросимы и Нагасаки.
Основа ленты — архивные хроникальные кадры. Фильм состоит из двух, неравных по длительности, частей. Вторая часть посвящена современному (на момент создания фильма) миру; здесь, помимо хроники, часто используются отрывки из интервью со школьниками и молодёжью в Европе.

## Съёмочная группа
- Сценарий: Соломона Зенина, Александра Новогрудского, Михаила Ромма
- Режиссёр: Михаил Ромм (1-я часть), Элем Климов, Марлен Хуциев, Герман Лавров (2-я)
- Оператор: Герман Лавров, Олег Згуриди
- Звукооператор: Борис Венгеровский
- Композитор: Альфред Шнитке
- Дирижёры: Эмин Хачатурян (1-я серия), Эри Клас (2-я серия)
- Монтажёр: Валерия Белова
- Музыкальный редактор: Раиса Лукина
- Консультанты: Лев Делюсин, Елена Кузьмина